# Paractora rufipes
Paractora rufipes är en tvåvingeart som först beskrevs av Macquart 1844.  Paractora rufipes ingår i släktet Paractora och familjen Helcomyzidae. Inga underarter finns listade i Catalogue of Life.